# Augustana (tidning)
Augustana, tidning för den svenska lutherska kyrkan i Amerika (från 1889 under detta namn), var det officiella organet för Augustanasynoden. Den svensk-amerikanska tidningen grundades 1856 av Tuve Hasselquist och utgavs till 1956
Tidningen utgavs i Rock Island och upptog under årens lopp flera andra svenskamerikanska tidningar på kristen grund. Den utgavs en gång i veckan.

### Övriga källor
- Carlquist, Gunnar, red (1929). Svensk uppslagsbok. Bd 2. Malmö: Baltiska förlaget AB. sid. 754